# Thirty Seconds to Mars
I Thirty Seconds to Mars sono un gruppo musicale statunitense formatosi nel 1998 a Los Angeles, California.
Nati come un duo formato dai fratelli Jared Leto (voce, chitarra ritmica, basso, tastiera) e Shannon Leto (batteria, percussioni) sono diventati un gruppo a tutti gli effetti con l'ingresso in formazione del chitarrista Solon Bixler nel 2000 e del bassista Matt Wachter nel 2001. Nel 2003 Tomo Miličević (chitarra solista, basso, violino, tastiera) prese il posto di Bixler. Nel 2007 Wachter lasciò il gruppo per entrare negli Angels & Airwaves e Tim Kelleher prende parte al progetto come bassista turnista. Nel 2018 Miličević ha abbandonato la formazione, ritornata a essere un duo.
Braxton Olita venne aggiunto alla formazione dal vivo come tastierista nel 2009, mentre Stevie Aiello sostituì Kelleher nel 2013. In precedenza, nella formazione dei Thirty Seconds to Mars era inclusa la presenza dei chitarristi Solon Bixler e Kevin Drake. All'attivo, i Thirty Seconds to Mars hanno realizzato sei album in studio: 30 Seconds to Mars (2002), A Beautiful Lie (2005), This Is War (2009), Love, Lust, Faith and Dreams (2013), America (2018) e It's the End of the World but It's a Beautiful Day (2023). Il gruppo ha venduto oltre 15 milioni di dischi in tutto il mondo.
La musica dei Thirty Seconds to Mars è stata associata a diversi generi, quali rock alternativo, neoprogressive, hard rock ed emo. Nel loro stile hanno inoltre incluso elementi di altri generi come progressive metal, screamo, space rock, rock elettronico, pop e musica elettronica. Dal 2009 è inoltre diventata ancora più comune la definizione dei Thirty Seconds to Mars come gruppo arena rock. Dal 2018 il gruppo ha abbandonato in gran parte le sonorità progressive e rock per dare più spazio agli elementi pop ed elettronici.

## Storia

### Primi anni (1998–2001)
Fondato nel 1998 da Jared Leto con il fratello Shannon, il gruppo cominciò come un piccolo progetto casalingo. Le cose, tuttavia, iniziarono velocemente a crescere e Matt Wachter si unì al gruppo come bassista. Dopo qualche cambio di chitarrista (i primi due chitarristi del gruppo, Kevin Drake e Solon Bixler, lasciarono il gruppo dopo qualche anno), i tre, dopo un'audizione, invitarono Tomo Miličević a far parte del gruppo. Miličević suona anche la tastiera ed è inoltre un violinista professionista.

Il nome del gruppo è stato spiegato dai fratelli Leto in un'intervista della Virgin Records:
Jared Leto, pur essendo un attore molto popolare, preferisce non usare il proprio nome per non dare troppo agevolmente risalto al gruppo. Oltretutto, non vuole che l'attenzione sia focalizzata su di lui piuttosto che sul resto del gruppo e si rifiuta di suonare in locali che usino il suo nome per promuovere le serate.
L'impatto del loro nuovo sound viene definito dalla critica come apocalittico, marziano e devastante, e fa sì che i Puddle of Mudd, ancora prima che esca l'album, li chiamino ad aprire i loro concerti.

### 30 Seconds to Mars(2002–2004)
L'omonimo album di debutto, 30 Seconds to Mars, prodotto da Bob Ezrin e Brian Virtue, viene pubblicato nell'agosto del 2002. L'album non ottenne ottime vendite, cosa dovuta soprattutto alla scarsa promozione. 30 Seconds to Mars viene anticipato dal singolo Capricorn (A Brand New Name), che entra subito in vetta alla classifica statunitense Billboard Heatseekers Chart, e nella Mainstream Rock Songs raggiunge la trentunesima posizione. Successivamente viene pubblicato il singolo Edge of the Earth, il quale raggiunge la posizione cinque nella Official Rock & Metal Chart.
Nel gennaio 2003 Solon Bixler lascia i Thirty Seconds to Mars e Tomo Miličević, grande fan del gruppo, supera l'audizione su 200 aspiranti. Il 3 febbraio 2003 avviene la prima apparizione pubblica del gruppo con Tomo Miličević al Late Late Show with Craig Kilborn.
Dopo un tour come supporter agli Incubus, MTV America li invita al programma Campus Invasion e la loro visibilità si impenna. Il gruppo piace, porta una ventata di novità e un'immagine fresca pur conservando un'attitudine tipicamente rock and roll.

### A Beautiful Lie(2005-2008)

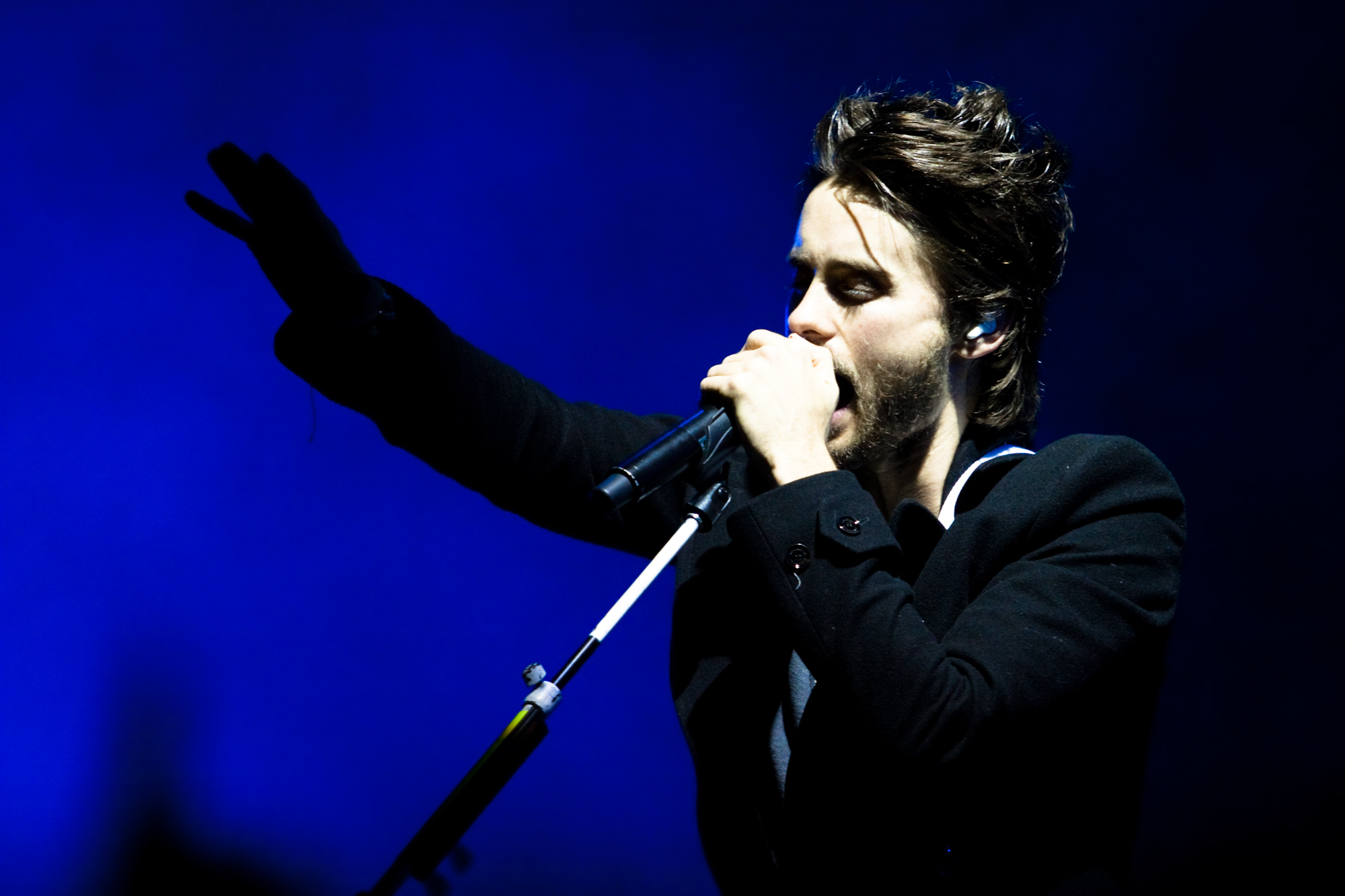
Jared Leto in concerto a Oakland nel 2009

Per la realizzazione del secondo album, il gruppo lavora su un quantitativo di 40 pezzi, focalizzando poi l'attenzione su 10 tracce.
Il loro secondo album, A Beautiful Lie, viene pubblicato nell'agosto del 2005. Lo sviluppo del secondo album ha richiesto tre anni di tempo e molti viaggi attraverso cinque continenti. La produzione viene affidata a Josh Abraham, già produttore di Orgy, Velvet Revolver e Linkin Park, in collaborazione con gli stessi Thirty Seconds to Mars.
Poiché A Beautiful Lie viene messo in rete cinque mesi prima della sua uscita ufficiale, il gruppo decide di includere due tracce bonus: Battle of One e Hunter (una reinterpretazione di Björk). L'album inizialmente doveva essere intitolato proprio "Battle of One", ma Jared Leto in un secondo momento decise di chiamarlo "A Beautiful Lie" perché affascinato dalla profonda contraddizione intrinseca della natura del mondo. Per promuovere meglio l'album, sono stati inseriti dei "golden passes" in un certo numero di copie, che hanno garantito ai loro possessori l'accesso gratis ai concerti dei Thirty Seconds to Mars e l'accesso al backstage. L'album dopo pochi mesi ha venduto più di 500 000 copie.
Dopo aver fatto da supporto a gruppi come Audioslave e Seether, nel marzo 2006 il gruppo inizia il primo tour da headliner, chiamato Forever Night, Never Day.
Il 23 agosto 2006 A Beautiful Lie è stato certificato disco d'oro dalla RIAA, per poi venire certificato disco di platino a distanza di pochi mesi. Nel 2006 il gruppo viene nominato per due canzoni agli MTV Video Music Awards come Best Rock Video e vince il Best MTV 2 per The Kill. Il 20 novembre 2006 MTV 2 lancia la première del video di From Yesterday; il video è il primo della storia autorizzato a essere girato interamente in Cina.
Nell'ottobre il gruppo inaugura il suo Welcome to the Universe Tour, sponsorizzato da MTV 2. Wachter ha dichiarato che il tour era Environmentally Sound, ovvero che durante i vari concerti non furono emesse sostanze inquinanti.
Nel marzo 2007, durante il concerto di El Paso, in Texas, i Thirty Seconds to Mars annunciano che quello sarebbe stato l'ultimo concerto di Matt Wachter con il gruppo. La motivazione principale dell'abbandono di Wachter sembra essere la necessità di passare più tempo con la sua famiglia. Gli altri componenti rispettarono la sua decisione, dichiarando che ciò non avrebbe mai cambiato l'affetto che provano per Matt. Qualche settimana dopo, Wachter venne sostituito da Tim Kelleher, il quale entrò a far parte del gruppo esclusivamente come membro di supporto dal vivo. A metà 2007, Matt Wachter si unì agli Angels & Airwaves dopo l'abbandono di Ryan Sinn dal gruppo.
Il 14 aprile 2007 il gruppo vince ai TRL Awards nella categoria Best New Artist mentre il 29 aprile 2007 vince agli MTV Australia Video Music Awards, con il video The Kill, nelle categorie Video of the Year e Best Rock Video (il video aveva già vinto molti premi ed aveva avuto molte nomination per MTV, Fuse, mtvU e Billboard negli Stati Uniti). Il video del brano è stato diretto dallo stesso Jared, con lo pseudonimo di Bartholomew Cubbins.
Successivamente vengono candidati a due MTV Europe Music Awards 2007, nelle categorie Inter Act e Rock Out, quest'ultimo vinto. A ritirare il premio si presenta Jared, in collegamento telefonico con Shannon e Tomo dalla California, ringraziando i fan e gli Echelon del fatto di essere arrivati fino a quel punto. Nel 2008 i Thirty Seconds to Mars vincono il premio Video Star per A Beautiful Lie agli MTV Asia Awards, due premi ai Kerrang! Awards nelle categorie Best International Band e Best Single e il premio Mejor Artista Rock Internacional agli MTV Video Music Awards Latin America. Inoltre il 6 novembre vincono entrambi i premi per cui erano stati nominati agli MTV Europe Music Awards 2008, a Liverpool: Rock Out, che segue la vincita del 2007, e Best Video per A Beautiful Lie.
Il 13 marzo 2007 i Thirty Seconds to Mars pubblicano AOL Sessions Undercover, un'EP contenente una reinterpretazione di Message in a Bottle dei Police.

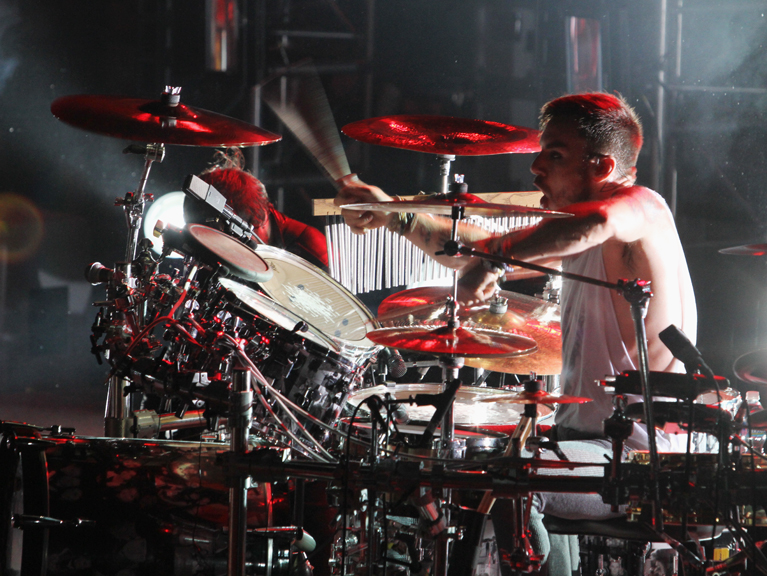
Shannon Leto in concerto a Kent nel 2010

Il 23 dicembre 2007 il gruppo vince il premio Fuse Best of 2007. Dopo aver vinto contro The Used, My Chemical Romance, Muse, Evanescence e Korn, ecco quello che scrivono per ringraziare tutti gli Echelon che hanno votato: 

Per il video di A Beautiful Lie, il primo girato interamente al circolo polare artico, Jared realizza un cortometraggio dove questa volta viene messo in evidenza il problema della crisi climatica globale: 
(Jared Leto racconta del video di A Beautiful Lie)
A fine 2007 A Beautiful Lie si è rivelato l'album alternative più scaricato nell'iTunes Store italiano.
Il 12 febbraio 2008 Jared Leto suona una canzone inedita durante la prima data italiana a Milano, chiamata Old Blues Song.
In occasione della doppia esibizione in Italia del 12 e 13 febbraio 2008, di cui entrambe le date diventarono tutto esaurito in pochi mesi, il 13 febbraio Alessandro Cattelan ed Elena Santarelli ospitano, in diretta da Piazza del Duomo a Milano, i Thirty Seconds to Mars, che presentano il nuovo video di A Beautiful Lie. Il gruppo fa registrare una delle puntate con più ascolti e con più presenze in Piazza del Duomo della nona stagione.
I Thirty Seconds to Mars hanno aderito all'iniziativa Hollywood for Habitat for Humanity. L'iniziativa, partita nel 2000, si propone di realizzare abitazioni destinate a persone bisognose negli Stati Uniti ed in tutto il mondo. Attori, scrittori, musicisti, agenti, direttori, produttori, sono alcune delle migliaia di volontari schierati dall'organizzazione fondata da Randall Wallace a supporto dell'obiettivo di Habitat for Humanity di rendere gli alloggi per i più bisognosi un problema di coscienza, ma anche di azione. Ecco che, in occasione di questa nobile iniziativa, i Thirty Seconds to Mars hanno dato il loro contributo a Carson, in California, per una giornata interamente dedicata alla costruzione di queste abitazioni. Tutti i membri del gruppo hanno lavorato duramente insieme ad alcuni fan a cui è stata data l'opportunità di diventare volontari.
Il 10 giugno 2008 la Vitamin String Quartet pubblica Vitamin String Quartet Tribute to 30 Seconds to Mars, tributo ai Thirty Seconds to Mars.

### La querela EMI eThis Is War(2008-2011)

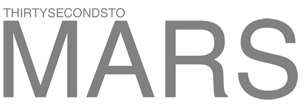
Il logo usato dal gruppo a partire dal 2008

Il 22 agosto 2008 in un'intervista di Kerrang!, i Thirty Seconds to Mars annunciano che Mark Ellis, conosciuto come Flood, sta producendo il terzo album del gruppo, e annunciano di essere ritornati in studio per la registrazione del loro terzo album. Durante la fase di registrazione, il 15 agosto 2008, la casa discografica EMI intenta una causa contro il gruppo, che nel 1999 aveva firmato un contratto di 9 anni con l'etichetta e sino ad allora aveva prodotto solo due album: 30 Seconds to Mars e A Beautiful Lie. I fratelli Leto vengono accusati dalla loro ex casa discografica (lasciata il 4 luglio 2008) di non aver realizzato altri tre album concordati con la major e per questo motivo viene chiesto loro un risarcimento danni pari a trenta milioni di dollari.

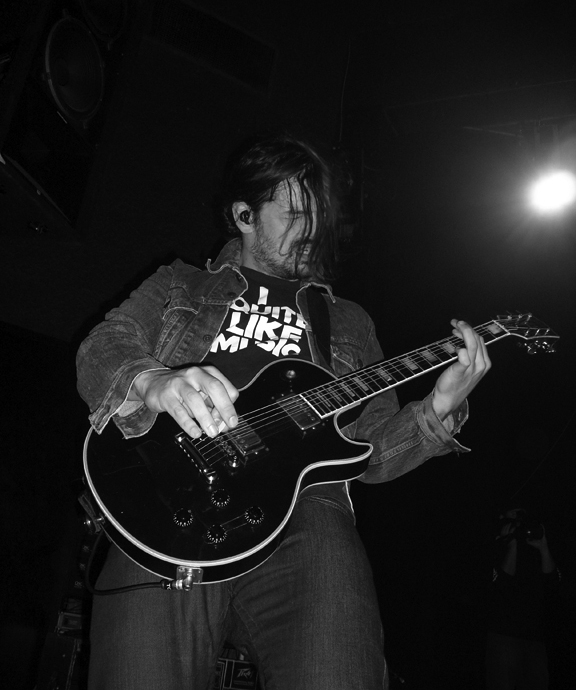
Tomo Miličević a Baton Rouge nel 2009

Il 13 settembre 2008 esce un EP contenente i primi quattro singoli dell'album 4:13 Dream dei The Cure remixati da Jared Leto, Gerard Way, Peter Wentz, Patrick Stump e dagli AFI.
Il 16 settembre 2008 i Thirty Seconds to Mars pubblicano su ABeautifulLie.org una versione alternativa per il video di A Beautiful Lie chiamata A Beautiful Lie 2.0. Questa versione vede come registi Jared Leto sotto gli pseudonimi di Bartholomew Cubbins e Angakok Panipaq, e la Deep Friend Production. Questo video è più provocatorio rispetto all'originale e permette di riflettere sui problemi ambientali di oggi. È ricco di effetti grafici, soprattutto di testi che illustrano i problemi del pianeta.
Il 6 novembre 2008 i Thirty Seconds to Mars vincono il premio Rock Out e Video Star per A Beautiful Lie agli MTV Europe Music Awards, tenutisi a Liverpool. In occasione dell'evento, Jared, Shannon e Tomo furono i presentatori del Vip Bar. Successivamente, il gruppo invia un ringraziamento a tutti i fan per i loro voti.
Nel gennaio 2009 arriva una lettera ai Thirty Seconds to Mars di MTV Networks International. La lettera li congratulava per aver vinto il premio MTV Gold Video Plays Award (la certificazione d'oro di MTV) per A Beautiful Lie per essere stato uno dei video più eseguiti nel 2008 nei 48 canali di MTV.
In aggiunta al supporto che i Thirty Seconds to Mars hanno dimostrato per Habitat for Humanity, il gruppo dona gli elmetti autografati usati durante la costruzione di una casa per raccogliere fondi per le famiglie che ne hanno bisogno. Il 100% dei ricavati è stato devoluto alle famiglie di Habitat for Humanity.
Il 27 gennaio 2009, Kerrang! annuncia i risultati della poll Kerrang! Rock 100: Greatest Videos In The Universe! e The Kill si è aggiudicato il premio miglior video dell'universo. I Thirty Seconds to Mars erano nominati anche con From Yesterday, che si aggiudicò il secondo posto.
In un articolo del 14 febbraio 2009 di Kerrang! in esclusiva mondiale, Jared annuncia che il titolo dell'album sarebbe stato probabilmente This Is War. Nella stessa occasione il gruppo dichiara anche che per la realizzazione di questo album hanno lavorato su un quantitativo di pezzi pari a 120, focalizzando poi l'attenzione su 20 canzoni.
I Thirty Seconds to Mars invitano tutti i fan a partecipare alla registrazione del terzo album recandosi al Summit del 26 aprile 2009, che si svolge all'Avalon Club di Los Angeles. Il Summit è l'esperimento dei Thirty Seconds to Mars che coinvolge i fan nella prima registrazione globale della storia. Il gruppo ha registrato gli applausi, le grida e i cori del proprio pubblico e tutto questo, poi, è stato impiegato come materiale per il nuovo album.
Nell'aprile 2009 Kanye West annuncia sul suo sito ufficiale la sua collaborazione con Brandon Flowers e Jared Leto per la canzone Hurricane.
Il 28 aprile 2009 i Thirty Seconds to Mars ritornano sotto contratto con la EMI; di conseguenza la querela di trenta milioni di dollari da parte della casa discografica viene annullata.
Dopo il grande successo del Summit di Los Angeles, l'evento si replica in diverse città, tra queste Milano compresa, dove però il gruppo non è stato presente. Dopo i Summit mondiali, dal 10 al 30 agosto 2009 il gruppo decide di lanciare il Digital Summit, ovvero di dare la possibilità di partecipare alle registrazioni dell'album anche a chi non è riuscito a raggiungere una delle città in cui si è svolto uno dei Summit.
Il 1º settembre 2009 i Thirty Seconds to Mars confermano in esclusiva a Buzznet che il nuovo album si sarebbe intitolato This Is War. Il titolo è stato strettamente collegato alle battaglie che il gruppo stava combattendo, prima su tutte la lunga battaglia legale con la loro casa discografica. Ma Jared ha sempre detto che per loro comprende molto di più, riguarda lo spirito del processo creativo del gruppo. Ha aggiunto che il titolo non deve riferirsi letteralmente a nessuna battaglia specifica; "Inoltre ci sono idee sulla vittoria, idee sui compromessi, sulla sconfitta. Ma penso che, andando avanti, This Is War è sempre stato il titolo che avevamo in mente, quindi è importante perché penso che abbia veramente rappresentato l'obiettivo in modo positivo, in modo convincente."
L'11 settembre 2009 viene comunicato sul sito ufficiale del gruppo che This Is War sarebbe stato pubblicato il 24 novembre, tuttavia la data di pubblicazione venne nuovamente posticipata per l'8 dicembre. L'album è stato prodotto da Flood (Nine Inch Nails, Depeche Mode, U2), Steve Lillywhite (The Rolling Stones, U2) e dagli stessi Thirty Seconds to Mars ed è stato anticipato dal singolo Kings and Queens, pubblicato in Italia e negli Stati Uniti il 13 ottobre. Il 5 ottobre 2009 viene annunciato sul sito ufficiale italiano la data di pubblicazione dell'album in Italia per il 4 dicembre 2009.

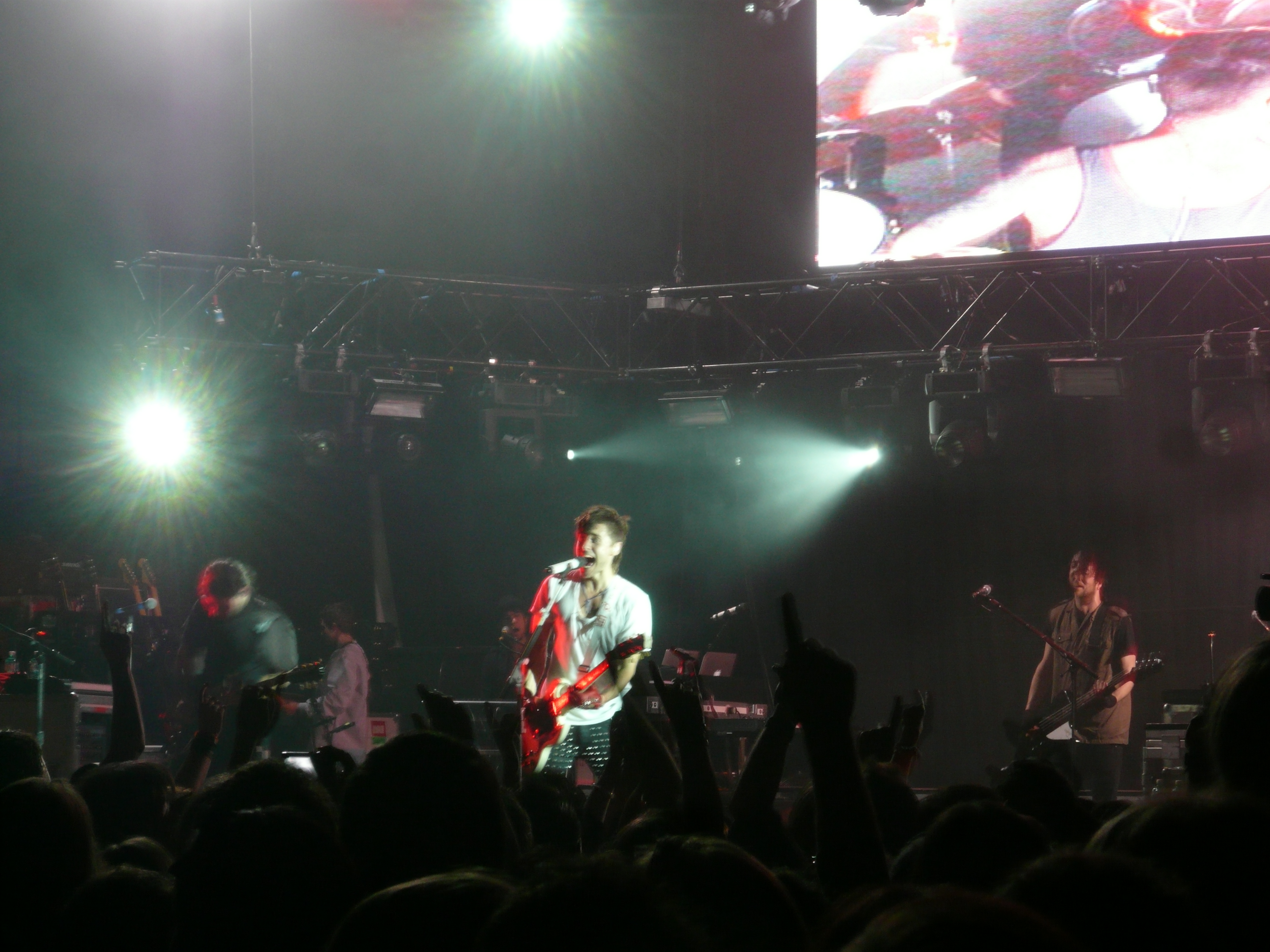
I Thirty Seconds to Mars in concerto nel 2010

The Kill, la loro hit inglese, ha vinto il premio Best Single ai Kerrang! Awards dopo che ha raggiunto il record di 94 settimane nella classifica statunitense Alternative Songs, arrivando alla posizione numero 3 guadagnandosi l'onorificenza di essere il singolo che è rimasto più settimane nella storia della classifica.
Il 7 novembre 2010 il gruppo vince il premio Best Rock Band e Best Video Rock (con Kings and Queens) agli MTV Europe Music Awards 2010 tenutisi a Madrid. Il 19 agosto 2011 viene pubblicato l'EP MTV Unplugged, contenente il concerto acustico del gruppo registrato per MTV Unplugged.
Il 7 novembre i Thirty Seconds to Mars partecipano agli MTV Europe Music Awards 2011, vincendo in due delle tre categorie a cui era stata nominata (Biggest Fan, Best Alternative e Best World Stage, gli ultimi due vinti).. Poco dopo l'evento, il gruppo ha pubblicato una clip sul suo sito ufficiale per ringraziare i fan per averli votati.
Il gruppo, dopo più di un anno in tour per l'album This Is War, il 7 dicembre 2011 tiene il 311º e ultimo concerto del tour all'Hammerstein Ballroom a New York, stabilendo il Guiness mondiale per il maggior numero di concerti tenuti per un solo album. In questa occasione, Jared si rivolse a tutti i suoi fan tramite i principali social network, ringraziandoli con queste parole:
Il 13 dicembre 2011 il gruppo riceve il premio Best Live MTV Performance per la versione acustica di Hurricane eseguita all'MTV Unplugged dello stesso anno. Intervistati da MTV, i Thirty Seconds to Mars ringraziano anche questa volta i fan per il premio ricevuto e, il giorno di Natale, Jared Leto annuncia che tutto il set acustico dell'unplugged sarebbe stato disponibile in un esclusivo HD per il download sul sito VyRT.net (inizialmente i contenuti dovevano essere pubblicati su iTunes, ma per cause di tempo ciò non è stato possibile).

### Love, Lust, Faith and Dreams(2012–2014)
Concluso l'Into the Wild Tour, i Thirty Seconds to Mars si mettono al lavoro per un nuovo progetto, più volte citato da Jared sui suoi profili nei principali social network, consistente in un film documentario sui recenti anni passati dal gruppo, chiamato Artifact. Intanto continuano la loro collaborazione con VyRT, organizzando uno speciale concerto in studio con tanto di discussione con il gruppo e un anticipo di Artifact il 27 aprile 2012, il tutto in diretta in streaming su VyRT per coloro che hanno comprato il biglietto sul sito stesso. Per questa esibizione, il 27 giugno verranno premiati agli O Music Awards 2012 nella categoria Best Online Concert Experience.

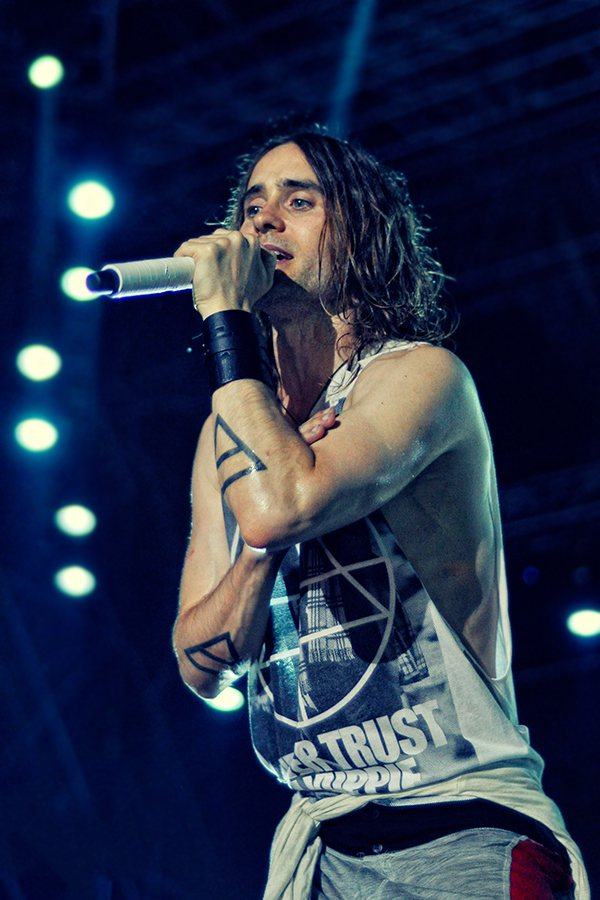
Jared Leto durante la data a Piazzola sul Brenta del Love, Lust, Faith and Dreams Tour

Il 23 aprile, intervistato da Rolling Stone, Jared annuncia che il gruppo sta lavorando ad un quarto album: 
(Jared Leto a Rolling Stone.)
 Inoltre aggiunge che il gruppo non avrebbe più tenuto concerti per tutto il 2012, dedicandosi unicamente al lavoro in studio. Oltre a Eminem, il cantante ha rivelato che amerebbe collaborare anche con artisti come Björk, Sigur Rós e Robert Smith dei The Cure.

Il 26 aprile Leto aggiunge alcuni particolari sul quarto album in un'intervista a MTV: 
(Jared Leto a MTV.)
 Il gruppo ha però intenzione, come fatto per il terzo album, di organizzare dei nuovi Summit anche per il prossimo album.
Il 31 luglio arriva la notizia che la première di Artifact si sarebbe tenuta il 14 settembre al Toronto International Film Festival 2012. Il film è diretto da Jared con uno dei suoi pseudonimi, Bartholomew Cubbins, con cui ha già diretto diversi video del gruppo. Il 16 settembre 2012, Artifact riceve il premio del pubblico al miglior documentario.
Il 13 settembre Jared, ospite al programma canadese New.Music.Live, comunica che il gruppo sta ancora lavorando intensamente al quarto album a Los Angeles, che dovrebbe vedere la luce nel corso del 2013. Il 1º dicembre il gruppo tiene un altro VyRT, durante il quale suona alcune nuove canzoni e parla del nuovo album, definendo come suo tema principale la liberazione.
Agli inizi di dicembre Jared Leto annuncia su Twitter che il gruppo ha quasi finito di lavorare a Up in the Air, uno dei brani del nuovo album. Successivamente annuncia, sempre su Twitter, che anche End of all Days, (suonata precedentemente il 1º dicembre) Northern Lights, Bright Lights, City of Angels e Convergence avrebbero fatto parte del nuovo album. Il 6 gennaio 2013, nuovamente su Twitter, Leto fa sapere di aver ridotto la lista dei nomi in lizza per intitolare il nuovo album, e che la scelta del titolo definitivo sarebbe avvenuto nei prossimi giorni. Una settimana dopo, sullo stesso social network, annuncia di aver scelto il titolo dell'album, senza però rivelarlo. Il 19 gennaio conferma invece di aver scelto quello che sarà il primo singolo estratto dal loro quarto album, mentre le riprese del videoclip del brano si tengono a Los Angeles il 7, 8 e 9 febbraio. Il 28 febbraio si viene a conoscenza che il singolo di lancio per il quarto album del gruppo sarebbe stato Up in the Air, pubblicato il 19 marzo. Il giorno dopo, una prima copia del singolo viene lanciata nello spazio a bordo del Falcon 9, in associazione con la NASA e la SpaceX. Il 18 marzo, in contemporanea con l'anteprima di Up in the Air, il gruppo annuncia attraverso il proprio sito ufficiale il titolo del quarto album, Love, Lust, Faith and Dreams, e la data di pubblicazione, fissata al 21 maggio 2013. Nella stessa occasione vengono inoltre pubblicate la copertina e la lista tracce.
Dopo la pubblicazione dell'album, il contratto tra il gruppo e la EMI è stato definitivamente rescisso. Jared Leto ha commentato così l'uscita dalla Virgin Records:

### America, abbandono di Miličević (2015-2020)
Nel novembre 2015 il gruppo ha dichiarato di essere al lavoro su un quinto album di inediti. Il disco, come annunciato attraverso un criptico video nell'agosto 2016, era originariamente previsto per il 2017 attraverso la Interscope Records.
Il 22 agosto 2017 è stato pubblicato il primo singolo Walk on Water, promosso anche dal relativo lyric videoclip pubblicato nel medesimo giorno. Il 25 gennaio 2018 il gruppo ha pubblicato il secondo singolo Dangerous Night. Il 21 marzo 2018 il trio ha annunciato il titolo dell'album, America, la lista tracce e la data di uscita, fissata al 6 aprile. Il 23 dello stesso mese è stato pubblicato il terzo singolo One Track Mind, realizzato con la partecipazione vocale di ASAP Rocky.
L'11 giugno 2018 Tomo Miličević ha abbandonato il gruppo a causa di motivi personali.
Il 5 ottobre 2021 viene annunciata la pubblicazione del singolo Wouldn't Change a Thing per il 15 ottobre seguente, in collaborazione con il musicista Illenium.

### It's the End of the World but It's a Beautiful Day(2023-presente)
L'8 maggio 2023 i Thirty Seconds to Mars sono tornati sulle scene musicali con il singolo Stuck e il relativo video diretto da Jared Leto. Nello stesso giorno è stato annunciato anche il sesto album It's the End of the World but It's a Beautiful Day, pubblicato il 15 settembre seguente.

## Caratteristiche

### Stile musicale e tematiche delle canzoni

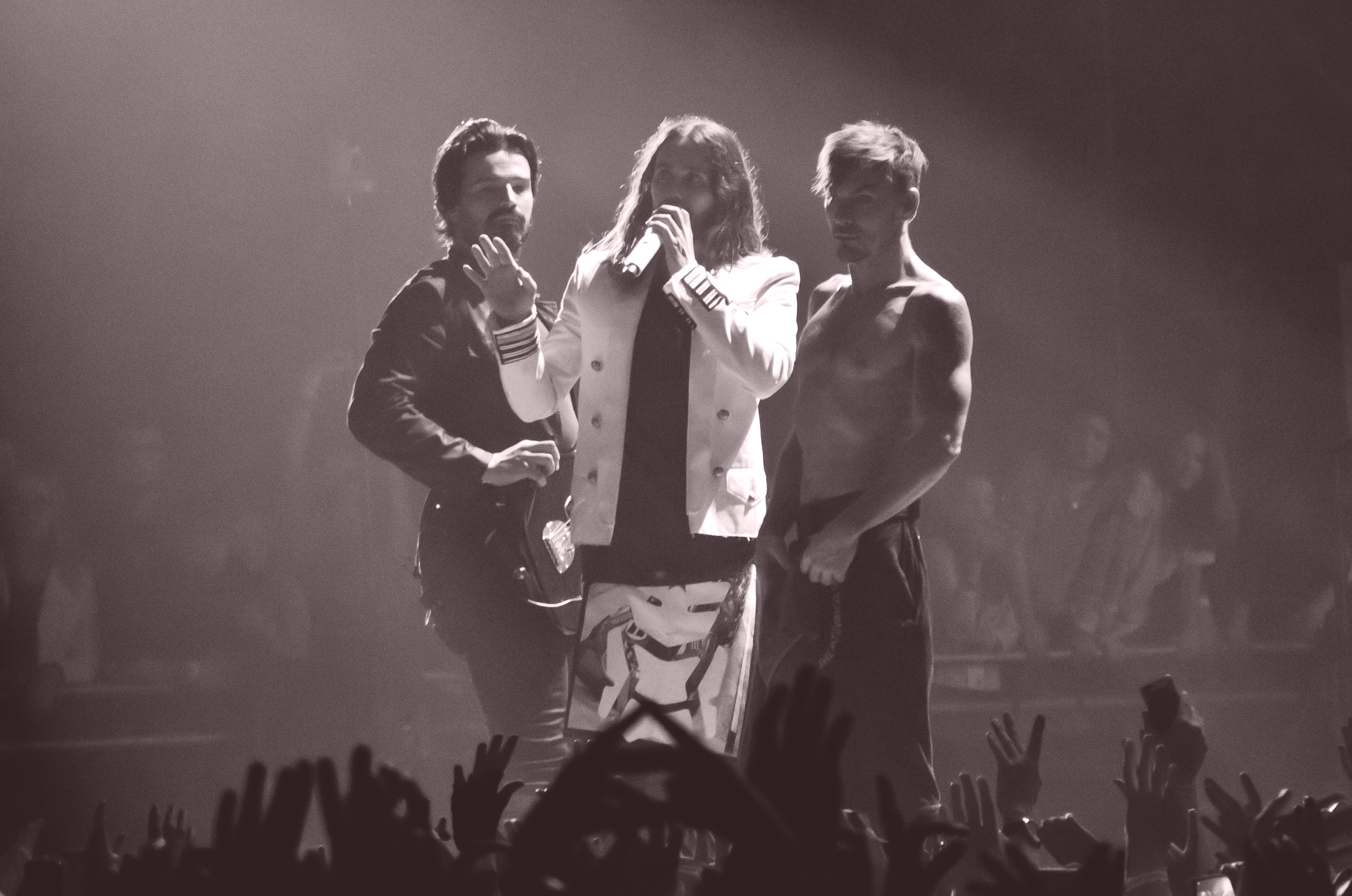
I Thirty Seconds to Mars a Mosca nel marzo 2014

La musica dei Thirty Seconds to Mars è stata etichettata dai media come rock alternativo, rock progressivo ed emo, mentre AllMusic la descrive come un misto di rock moderno, pop, elettronica e neoprogressive. Le principali influenze musicali sono attribuite ai The Cure, ai primi due album dei Metallica, ai Led Zeppelin, ai The Who, ai primi The Police, agli Steely Dan, ai Tool, ai Pink Floyd e ai Nirvana.
La musica del gruppo è variata molto nel corso degli anni: il primo album si basa su sonorità metal e su tematiche perlopiù politiche e relative all'autodeterminazione, con vari riferimenti e metafore riguardanti lo spazio e i pianeti. Gli sono accreditati generi come il progressive metal, il nu metal, l'industrial e il post-grunge.
Nel secondo album il gruppo si sposta su sonorità diverse, mantenendo comunque le influenze nu metal del primo album. A questo album sono stati accreditati soprattutto generi come emo, post-grunge e rock progressivo. Alcuni critici hanno anche riscontrato in alcuni brani del secondo album forti attitudini all'hard rock.
Nel terzo album il gruppo sperimenta nuovi suoni, attingendo sia dal rock che dal punk. A questo album è stato accreditato anche l'emo-pop, sottogenere più commerciale dell'emo. Il quarto album presenta invece un sound di diversa sperimentazione, che spazia da sonorità orchestrali alla musica elettronica, sperimentazioni che continuano con il successivo America, nel quale la componente elettronica e pop è ancora più presente. Il sesto album It's the End of the World but It's a Beautiful Day vede il completo abbandono del gruppo delle componenti più rock della sua musica, in favore di un approccio più marcato al pop e all'elettropop.
Come il genere, anche i temi trattati nelle canzoni sono cambiati dal secondo album: se in 30 Seconds to Mars la maggior parte dei testi parlava della lotta umana e dell'autodeterminazione, A Beautiful Lie, This Is War e Love, Lust, Faith and Dreams contengono testi più personali ed emotivi. Gli ultimi due, inoltre, sono concept album sui diversi aspetti spirituali dell'uomo.

### Simbologia

La Mithra

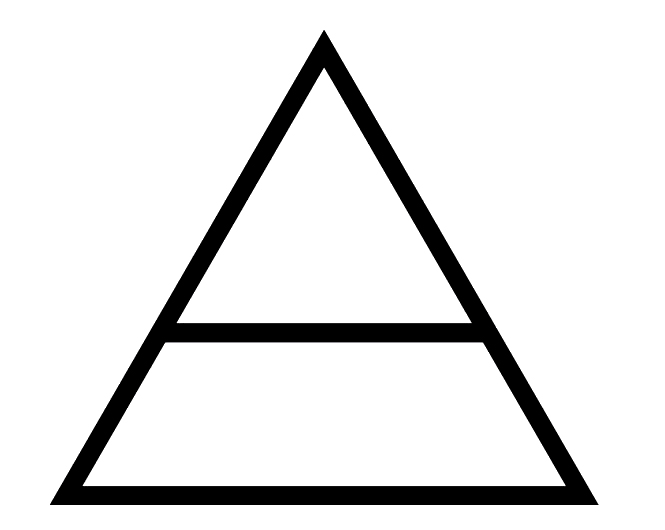
La Triad

Il gruppo usa rappresentarsi tramite diversi simboli e loghi che si sono succeduti ed evoluti attraverso le loro uscite discografiche. È possibile, infatti, associare ognuno dei tre album ad un distinto logo che è stato poi costantemente usato su merchandising, scenografie e artworks vari. Il primo logo adottato ai tempi del CD omonimo è stato una fenice rossa, chiamata "Mithra", che sovrasta il motto del gruppo "Provehito in Altum", che tradotto dal latino significa "Lanciati verso l'alto". Il logo del secondo album è formato da tre teschi (chiamati "Trinity") e il nome del gruppo, il loro motto e tre frecce che puntano verso il simbolo 30 al centro. All'album This is War è stata associata la "Triad" (Triade), ovvero un triangolo equilatero tagliato da una striscia orizzontale.
Un altro logo che identifica il nome del gruppo è formato da quattro simboli chiamati anche "Glyphics": il primo (₪), composto da due "3" rovesciati e concatenati, indica il numero "30". Il secondo (ᴓ) è il simbolo dell'orologio e ha il significato di "Seconds". Il terzo (≡) è composto da due spazi delimitati da tre linee che fa riferimento al numero due romano (II), e significa "To", mentre l'ultimo (·o.) rappresenta il pianeta Marte ("Mars") con i suoi due satelliti.

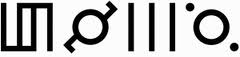
Il Glyphics

Shannon Leto e Tomo Miličević si sono tatuati la simbologia del gruppo nella parte interna del braccio. Jared Leto, invece, ha tatuato in particolare il primo simbolo, in rosso, nella parte interna del polso destro, una "Triad" in ognuno degli avambracci e la scritta "Provehito in altum" sulla clavicola destra.

### Echelon
Echelon è il fanclub ufficiale dei Thirty Seconds to Mars. I membri dell'Echelon aiutano a portare amici ai concerti, distribuiscono merchandise ufficiale, affiggono poster, mantengono fansite dedicati al gruppo. Echelon significa "formazione di truppe", ed è tratto dal nome di una delle canzoni contenute nell'album di debutto 30 Seconds to Mars.
Gli Echelon hanno inoltre creato nel 2008 un'associazione benefica, la Echelon House, che organizza raccolte di fondi per beneficenza. Il gruppo è sostenuto dai Thirty Seconds to Mars, che lo supporta e aiuta a dargli popolarità. Nel 2011, in occasione del 40º compleanno di Jared Leto, l'associazione ha raccolto oltre 17:000 dollari da devolvere in beneficenza per la popolazione di Haiti.

## Tour
I Thirty Seconds to Mars, prima dei loro tour da headliner, presero parte ai concerti di altri gruppi, facendo da supporter. Dal marzo all'aprile 2002 il gruppo aprì i concerti dei Puddle of Mudd. Dal luglio all'agosto dello stesso anno presero parte al tour degli Incubus, partecipando anche al Club Tour con una lista sterminata di live che si protrae fino alla fine del 2002. Tra il 2002 e il 2003 aprono i concerti dei Sevendust, degli Chevelle e dei Trust Company. In questo periodo il gruppo comincia a tenere qualche concerto da headliner. Nel luglio 2005 tornano in tour con gli Chevelle fino ad agosto, dove prendono parte ad un tour con i The Used. Nel settembre dello stesso anno il gruppo parte in tour con gli Audioslave e con i Seether fino a novembre 2005.

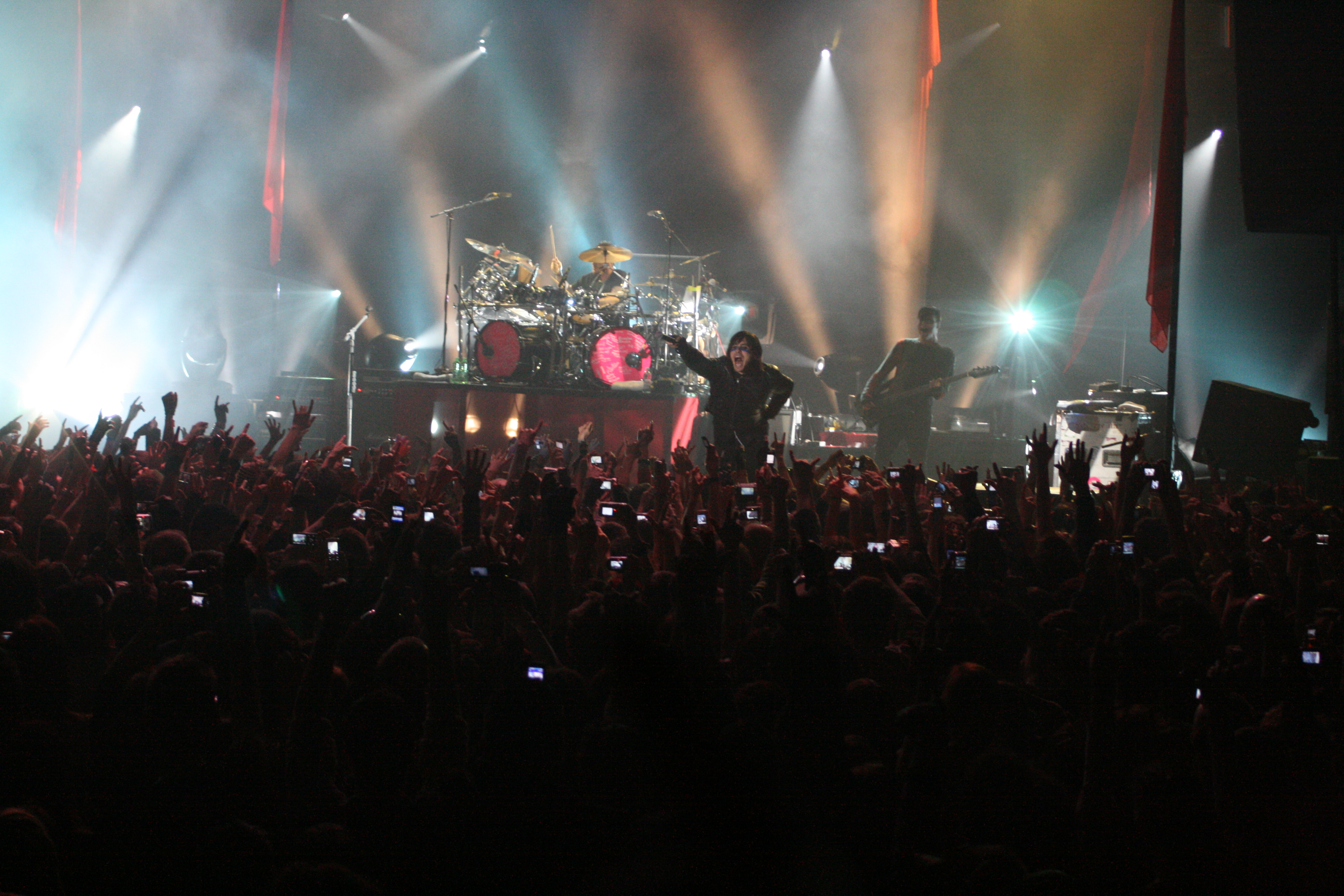
I Thirty Seconds to Mars a Milano nel 2008

Nel marzo 2006 i Thirty Seconds to Mars iniziarono il loro primo tour da headliner chiamato Forever Night, Never Day, con una lista di concerti tra gli Stati Uniti e il Canada che si protrae fino a maggio 2006. Nel luglio 2006 il gruppo prende parte al Warped Tour fino ad ottobre, dove inaugura il Welcome to the Universe Tour, sponsorizzato da MTV2 e supportato da gruppi quali Head Automatica, The Receiving End of Sirens, Cobra Starship, Rock Kills Kid e altre.
Alla fine del gennaio 2007 i Thirty Seconds to Mars inaugurano il loro primo tour mondiale, A Beautiful Lie World Tour, suonando in Europa, Nord America, Oceania, Asia e Sud America fino al 1º dicembre. Durante questo tour il gruppo prende parte anche al Taste of Chaos.
Nel gennaio 2008 il gruppo inaugura il suo tour europeo A Beautiful Lie World Tour, conclusosi il 2 giugno in Finlandia, prima che il gruppo torni in studio per la registrazione del terzo album in studio This Is War. Dal novembre al dicembre 2009 il gruppo si esibisce per un mini tour promozionale europeo e statunitense. Nel febbraio 2010 il gruppo inaugura il tour mondiale da supporto all'album This Is War, intitolato Into the Wild. Il 7 dicembre 2011, dopo quasi due anni in tour, con il 311º e ultimo concerto del tour i Thirty Seconds to Mars stabiliscono il nuovo record per il maggior numero di concerti tenuti per un solo album.

### Elenco
- 2006 – Forever Night, Never Day Tour
- 2006 – Welcome to the Universe Tour
- 2007 – A Beautiful Lie Tour
- 2010/2011 – Into the Wild Tour
- 2013/2014 – Love, Lust, Faith and Dreams Tour
- 2014 – Carnivores Tour
- 2018 – The Monolith Tour
- 2024 – Seasons Tour

## Formazione

### Attuale
- Jared Leto – voce, chitarra, basso, tastiera, sintetizzatore (1998-presente)
- Shannon Leto – batteria, percussioni (1998-presente)

### Ex componenti
- Solon Bixler – chitarra (2000-2003)
- Matt Wachter – basso, tastiera, sintetizzatore (2001-2007)
- Tomo Miličević – chitarra, violino, basso, tastiera, sintetizzatore (2003-2018)

### Turnisti
- Kevin Drake – chitarra (2001-2002)
- Tim Kelleher – basso, tastiera, sintetizzatore (2007-2010, 2011)
- Braxton Olita – tastiera, chitarra, cori (2009-2011)
- Matt McJunkins – basso, cori (2011)
- Stephen Aiello – basso, tastiera, sintetizzatore (2013-presente)

## Discografia
- 2002 – 30 Seconds to Mars
- 2005 – A Beautiful Lie
- 2009 – This Is War
- 2013 – Love, Lust, Faith and Dreams
- 2018 – America
- 2023 – It's the End of the World but It's a Beautiful Day